# Neurregulina
Las neurregulinas o neurorregulinas son una familia de cuatro proteínas estructuralmente relacionadas que forman parte de la familia del EGF de las proteínas. Se ha demostrado que estas proteínas cumplen diversas funciones en el desarrollo del sistema nervioso y que desempeñan múltiples funciones esenciales en la embriogénesis de vertebrados, entre ellas: el desarrollo cardíaco, las células de Schwann y la diferenciación de los oligodendrocitos, algunos aspectos del desarrollo neuronal, así como la formación de las sinapsis neuromusculares.

## Miembros de la familia de las neurregulinas
La familia de las neurregulinas incluye:
- Neurregulina-1 ( NRG1 ), con numerosas isoformas descubiertas derivadas del empalme alternativo :
- Tipo I NRG1 ; Nombres alternativos: Heregulina, factor de diferenciación NEU (NDF) o actividad inductora del receptor de acetilcolina (ARIA)
- Tipo II NRG1 ; nombre alternativo: Glial Growth Factor-2 (GGF2);
- Tipo III NRG1 ; nombre alternativo: factor derivado de neuronas sensoriales y motoras (SMDF);
- Tipo IV NRG1 ;
- Tipo V NRG1 ;
- Tipo VI NRG1 ; Los tipos IV-VI son proteínas con 3 nuevos dominios N-terminales identificados en 2004.[4]
- Neurregulina-2 ( NRG2 );
- Neurregulina-3 ( NRG3 );
- Neurregulina-4 ( NRG4 );

En los mamíferos, los miembros de la familia de las neurregulinas son productos de 4 genes NRG1 , NRG2 , NRG3 y NRG4, respectivamente.
Las formas transmembrana de la neurregulina 1 (NRG1) están presentes dentro de las vesículas sinápticas, incluidas las que contienen glutamato.  Después de la exocitosis , NRG1 se encuentra en la membrana presináptica, donde el ectodominio de NRG1 puede separarse. El ectodominio luego migra a través de la hendidura sináptica y se une a un miembro de la familia de receptores de EGF en la membrana postsináptica y lo activa. Se ha demostrado que esto aumenta la expresión de ciertas subunidades del receptor de glutamato. NRG1 parece indicar la expresión, localización y / o fosforilación de la subunidad del receptor de glutamato, lo que facilita la transmisión de glutamato posterior.
El gen NRG1 se ha identificado como un gen potencial que determina la susceptibilidad a la esquizofrenia mediante una combinación de métodos de vinculación y asociación genéticos.